# Surchondarja (provins)
Surchondarja (Uzbekiska: Surxondaryo viloyati / Сурхондарё вилояти) är en viloyat (provins) i Uzbekistan. Den gränsar till Turkmenistan, Tadzjikistan och Afghanistan samt provinsen Qasjqadarja.
Provinsen hade år 2005 uppskattningsvis 1 925 100 invånare och en yta på 20 100 km². Huvudorten är Termez

## Distrikt
Provinsen är indelad i 14 administrativa tuman (distrikt):
- Angor
- Bandikhon
- Boysun
- Denov
- Jarkurghon
- Kizirik
- Kumkurghon
- Muzrabot
- Oltinsoy
- Sariosiyo
- Termiz
- Uzun
- Sherobod
- Shurchi